# ヌンチャン
ヌンチャン（能昌）は、韓国ドラマ『太祖王建』に登場する人物である。演じた俳優は、キム・シウォン（金時遠）。

## 来歴
別名はスダル（川獺）。スダルとは韓国語でカワウソという意味。海戦に長け、水路に精通しているため、この呼び名がついた。本名のヌンチャンよりも、別名のスダルで呼ばれているため、以後はスダルで表記する。

### キョンフォンとの戦い
元々は西南海一帯を牛耳る海賊の頭目だった。豪族はもちろん、錦城の長官や武珍州の都督も支配下に入れていた。西南海の全てが我々の手中にあると豪語し、私兵を多く抱えるほどの強大な勢力であった。さらには密貿易を取り仕切っており、多額の利益を上げていた。そんな中、キョンフォンが錦城に赴任し、スダルの生業である密貿易の禁止を打ち出す。スダルはこれに反抗し、両者は対立状態となる。スダルはキョンフォンを試すため、部下のコムチに密貿易の積み荷を運ぶよう命じた。これを知ったキョンフォンはチュ・ホジョに討伐させ、伏兵をもってコムチらを撃退する。スダルはキョンフォンを偽りの宴会に誘い、殺害しようと試みるも失敗する。追い詰められたスダルは、錦城の官庁に攻め入るが、ヌンファンの策略により敗北。一旦は自害しようとするが、キョンフォンの度量の大きさに触れ、降伏する。スダルの降伏により、西南海の豪族らはキョンフォンに臣従するようになった。キョンフォンらと義兄弟となり、キョンフォンを除いた兄弟順は、ヌンファン、チュ・ホジョに続いて3番目。その下にキム・チョンが続く。

### キョンフォンに服属後
キョンフォンに服属以後は、キョンフォンに従って武功を重ねた。武珍州城での攻防戦では、城の裏手より秘密裏に軍を率いて、城内に進入しキョンフォン軍の勝利に貢献した。武珍州が陥落した後は、シンガンと共に菁州に降伏を迫った。それにより、菁州の長官は後百済に降服を申し出る要因となった。後百済建国後も後百済屈指の猛将として数々の戦いに参加。新羅討伐では左軍を率いる“左軍大将”を務めた。しかし、後百済軍は大耶城を攻め落とせず、敗北してしまう。

### 錦城を失陥される
キョンフォンは再び新羅討伐に向かうが、チェ・スンウの進言により、スダルは“後軍大将”として後方の錦城の守備にあたった。従軍したかったスダルは、意気消沈してしまい、やる気を失ってしまう。そんな中、スダルはワン・ゴン側に内通したチョンネの策略により、守備兵を解散させてしまう。さらに、ワン・ゴンが襲撃する可能性があるので、警戒するようにとのキョンフォンの親書も聞き入れなかった。ワン・ゴン軍は錦城に易々と上陸し、錦城攻略を開始する。スダルも必死に防戦するが、兵士が集まらず、多勢に無勢で徐々に追い詰められる。錦城山城に篭り、援軍を待っていたが、ワン・ゴン軍の数度の総攻撃に錦城山城は陥落する。スダルは逃げ延びて、キョンフォンを待った。スダルは斬首してくれるよう請うたが、キョンフォンはスダルの罪を許した。

### 壮烈な最期
捕らえられたスダルは、ワン・ゴンから降伏するよう説得されるが、スダルはこの申し出を拒否する。牢内においては、酒や食事に全く口をつけなかった。クンイェの指示により、スダルは鉄円に連行される。スダルと対面したクンイェは、スダルに臣下になるよう説得するが、この申し出をスダルは拒絶する。これに怒ったクンイェは、スダルに唾を吐きかけ、油をかけて火の中に入るよう命じる。スダルは油をかけられたあと、キョンフォンのいる方角に一礼する。そして、捕らえられていた間、良くしてくれたワン・ゴンに感謝の言葉をかけた。その後、自ら火の中に入り、最期を遂げた。死後、その様を見たクンイェは、その潔さを讃えている。

## 人物
- キョンフォンに服属し、義兄弟となってからはキョンフォンへの忠義を尽くした。捕虜となって、ワン・ゴンに幾度も説得されるが、これを拒んだのは、キョンフォンに対する忠誠心からだった。
- 船で鉄円に移送される途中、私ももう50に近いと語っている。このスダルの発言により、年齢は主君であるキョンフォンよりも年上であることが明らかになった。（スダルが殺害される909年の時点で、867年生まれのキョンフォンは42歳）

## 能力
- 武勇に優れた猛将である。得物は長刀及び剣。錦城でワン・ゴン軍と対したときは、パク・スリと一騎討ちを行い、手傷を負わせた。続いてのワン・ゴンとの対決では、剣を失って退却している。錦城山城の戦いでは、一騎討ちで長刀を用い、ホン・ユを圧倒し、討ち取る寸前まで追い込んだ。ホン・ユを救いに来たペ・ヒョンギョン、キム・ラクの二人をまとめて相手にしながら、優勢に勝負を進めた。
- 西南海一帯に大きな影響力を持っていた。ヌンファンは“スダルを捕えれば、西南海が得られる”とキョンフォンに語っている。実際、スダルがキョンフォンに服属した後は、西南海の豪族は続々とキョンフォンに服属したことからも、彼の西南海への影響力の大きさが見てとれる。
- 海戦に長けており、後百済水軍の中心人物である。

## 一騎討ち対戦歴
- パク・スリ（後高句麗の将軍）
勝利。剣を使用。数合打ち合い、手傷を負わせる。パク･スリは退却した。
- ワンゴン（後高句麗の将軍）　
敗北。剣を使用。数合打ち合い、剣を弾かれる。武器を失ったスダルは退却した。
- ホン・ユ（後高句麗の将軍）　
勝利。長刀を使用。数合打ち合い、ホン・ユを馬上から落とす。実力差は歴然で、逃げ惑うホン・ユを戯れるように追い詰める。討ち取る寸前でキム・ラク、ペ・ヒョンギョンに邪魔されて討ち取れず。後高句麗軍の退却の合図により、ホン・ユは退却した。
- キム・ラク（後高句麗の将軍）　　
勝利。長刀を使用。ペ・ヒョンギョンと二人同時に相手をする。優勢に勝負を進めたが、後高句麗軍の退却の合図により、キム・ラクは退却した。
- ペ・ヒョンギョン（後高句麗の将軍）　
勝利。長刀を使用。キム・ラクと二人同時に相手をする。兜の角を斬りおとし、討ち取る寸前まで追い詰める。後高句麗軍の退却の合図により、ペ・ヒョンギョンは退却した。

## ヌンチャンへの評価
- ワンゴン
「 ものすごい武将だ。何という武芸」「名将中の名将だ。まるで三国志の呂布のようだ」「天下の英雄」「男の中の男、武将の中の武将」「敵ではあるが、素晴らしい武将」「あのような将軍はまたとない」「スダル将軍が味方になれば、十万の軍以上の力を得る」「敵将ですが義理堅く、勇猛さでは他の追随を許しません」
- トヨン
「戦上手でも、単純な方」「敏腕で、昔から西南海で有名だった」
- ワン・シンニョム
「海でかなうものはいない。百済一の勇将で、また海に慣れ、慕う部下も多い」
- ヌンサン
「あれほどの者は2人といません」
- ホン・ユ
「一筋縄ではいかぬ武将」「同じ軍人だが、立派な人だ」「さすが男の中の男」「大した将軍だった」
- クンイェ
「けた外れに芯が強い」「かなりの強面で頑固そうだ」「ほえたける虎のようだ」「スダルは名将だった、忠臣だ」「我が臣下たちもスダルを見て感じ入るべき」
- イ・フナム
「海戦だけかと思っていたが、聞きしに勝る逸材」
- オ・ダリョン
「大変な人で怒り出したら手に負えない」